# Jelše, Mirna Peč
Jelše este o localitate din comuna Mirna Peč, Slovenia, cu o populație de 19 locuitori.